# Nušlova cena

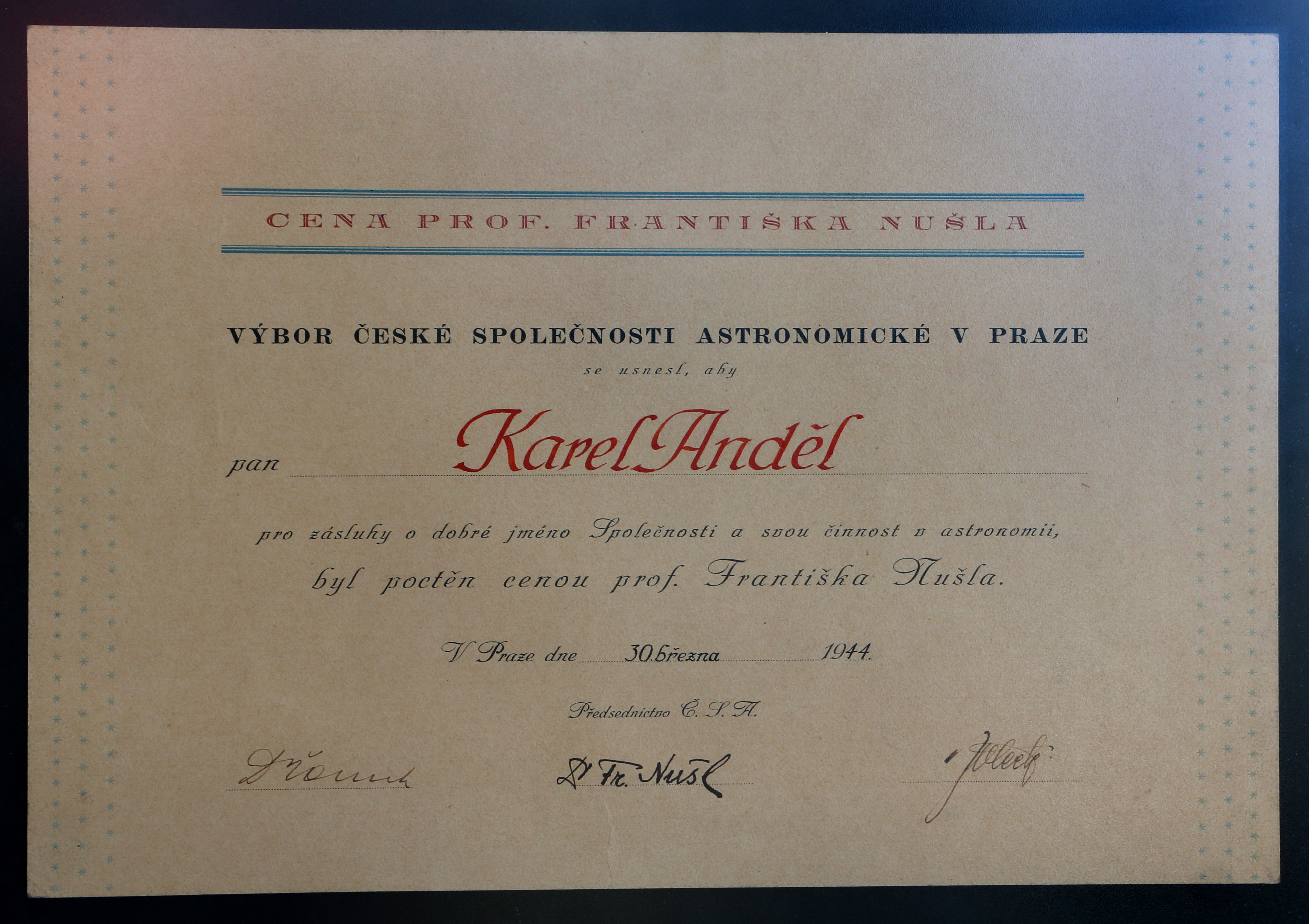
Udělení Nušlovy ceny Karlu Andělovi v roce 1944

Nušlova cena, plným názvem Cena Františka Nušla, původně nazývána Cena prof. Františka Nušla, je nejvyšší ocenění badatelů a významných osobností za jejich celoživotní vědeckou, odbornou, pedagogickou, popularizační nebo organizační práci v astronomii a příbuzných vědách. Uděluje ji každoročně od roku 1938 Česká astronomická společnost; její udělování bylo však za socialismu přerušeno a obnoveno až v roce 1999.

## František Nušl

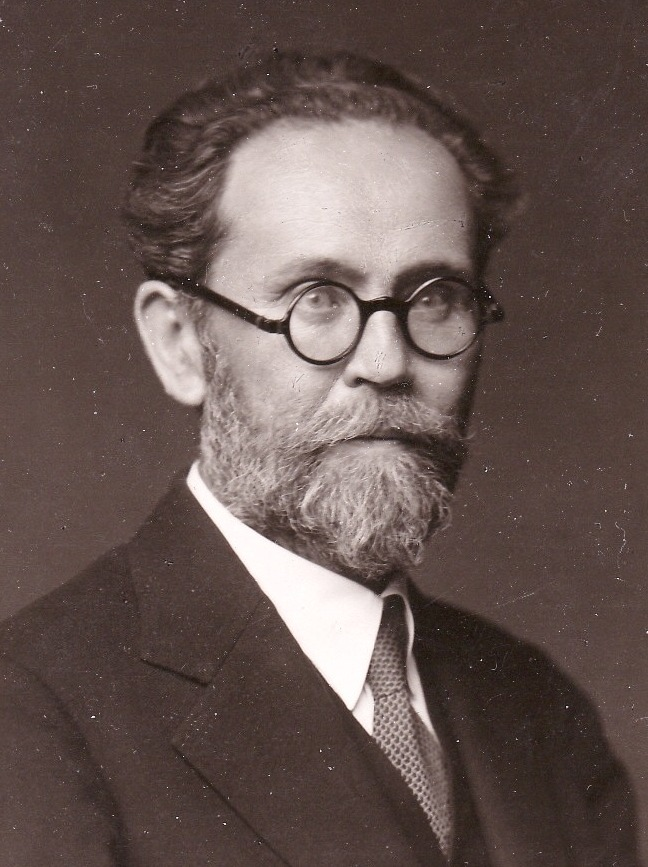
František Nušl

Nušlova cena je nejprestižnější astronomická cena udělována v České republice. Je pojmenována podle významného českého astronoma první poloviny 20. století, univerzitního profesora PhDr. Františka Nušla (3. 12. 1867 – 17. 9. 1951), který byl prvním ředitelem Ondřejovské hvězdárny, ředitelem Státní hvězdárny v Praze, předsedou České astronomické společnosti a byl také profesorem astronomie na Universitě Karlově v Praze.
Po Františku Nušlovi je též pojmenována hvězdárna v Jindřichově Hradci, kráter na odvrácené straně Měsíce, planetka a ulice na jinonickém sídlišti v Praze.

## Historie
Tato čestná cena byla založena v roce 1938, po roce 1949 však přestala být živá. Po 50 letech byla rozhodnutím České astronomické společnosti obnovena a od roku 1999 je opět udělována uznávaným odborníkům s nejvyššími zásluhami o rozvoj astronomie.

## Status od roku 1999
O obnovení udělování ceny rozhodl výkonný výbor  České astronomické společnosti (ČAS) 27. ledna 1999. Schválil zároveň pravidla pro její udělování. 
Cena je určena k ocenění významných osobností za jejich celoživotní vědeckou, odbornou, pedagogickou, popularizační nebo organizační práci v astronomii a příbuzných vědách. V daném roce se uděluje nejvýše jedné osobě; výjimečně je možné ji dělit, jestliže kandidáti po významnou dobu intenzívně spolupracovali.

### Postup udělování
Cena je udělována jednou ročně. Návrhy na její udělení podávají do 30. dubna výbory poboček a sekcí ČAS, mohou je však podat i jednotliví členové. K posouzení návrhů jmenuje předseda ČAS komisi. Ta projedná došlé návrhy a dá doporučení výkonnému výboru. Ten návrh komise schválí nebo zamítne. V tom případě může komise navrhnout na cenu jiného kandidáta, nebo zopakovat původní návrh. Rozhodnutí výkonného výboru o druhém návrhu je konečné stejně jako případné rozhodnutí v daném roce cenu neudělit.
Cena se uděluje nejpozději k výročí narození Františka Nušla (3. prosince). Při jejím udělení je laureátovi předán diplom.

## Laureáti do roku 1952
- 1938 Ing. Karel Čacký (22. 8. 1898 – 10. 1. 1973)
- 1939 Antonín Bečvář (10. 6. 1901 – 10. 1. 1965)
- 1940 RNDr. Vladimír Guth (3. 2. 1905 – 24. 6. 1985)
JUC. Jan Kvíčala (15. 1. 1913 – 25. 2. 1972)
Ing. Jaroslav Štěpánek (5. 1. 1901 – ?)
Alois Vrátník (19. 11. 1911 – 1992)
- 1941 Josef Klepešta (4. 6. 1895 – 12. 7. 1976)
- 1942 Jindřich Zeman (31. 1. 1894 – 18. 11. 1978)
- 1943 Karel Anděl (28. 12. 1884 – 17. 3. 1948)
- 1944 Ing. Viktor Rolčík (12. 3. 1885 – 29. 8. 1954)
- 1945 Bedřich Čurda-Lipovský (20. 11. 1893 – 29. 8. 1954)
- 1946 Ľudmila Pajdušáková (29. 6. 1916 – 6. 10. 1979)
- 1947 Ing. Vilém Gajdušek (16. 4. 1895 – 22. 1. 1977)
- 1948 Karel Novák (24. 11. 1887 – 11. 6. 1958)
- 1949 Luisa Landová-Štychová (31. 1. 1885 – 31. 8. 1969)
- 1952 Alois Peřina (27. 7. 1907 – 14. 12. 1976)

## Laureáti od roku 1999

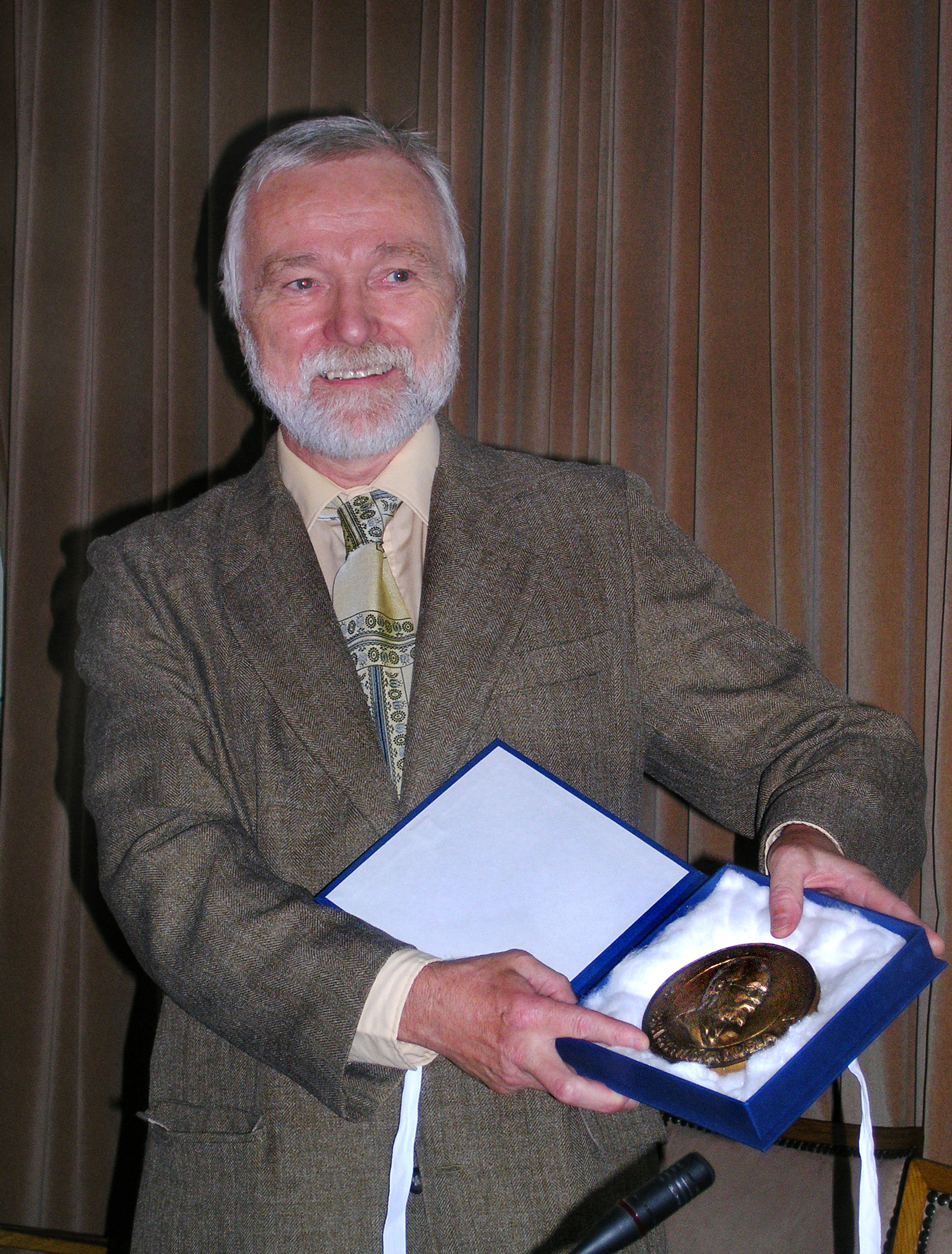
Cenu Františka Nušla za rok 2008 přebírá Ivan Hubený

- 1999 doc. RNDr. Luboš Perek, DrSc., dr. h. c., (26. 7. 1919 – 17. 9. 2020)
- 2000 prof. RNDr. Miroslav J. Plavec, DrSc., (7. 10. 1925 – 23. 1. 2008)
- 2001 RNDr. Ladislav Křivský, CSc., (8. 12. 1925 – 24. 4. 2007)
- 2002 doc. RNDr. Zdeněk Švestka, DrSc., (30. 9. 1925 – 2. 3. 2013)
- 2003 doc. RNDr. Josip Kleczek, DrSc., (22. 2. 1923 – 5. 1. 2014)
- 2004 RNDr. Zdeněk Ceplecha, DrSc., (27. 1. 1929 – 4. 12. 2009)
- 2005 RNDr. Ladislav Sehnal, DrSc., (5. 2. 1931 – 26. 10. 2011)
- 2006 RNDr. Zdeněk Sekanina, CSc., (* 12. 6. 1936)
- 2007 Ing. Jan Vondrák, DrSc., (* 12. 10. 1940)
- 2008 prof. RNDr. Ivan Hubený, CSc., (* 5. 6. 1948)[5]
- 2009 RNDr. Pavel Mayer, DrSc., (7. 11. 1932 – 7. 11. 2018)[6]
- 2010 RNDr. Luboš Kohoutek, CSc., (29. 1. 1935 – 30. 12. 2023)[7]
- 2011 RNDr. Jiří Grygar, CSc., (* 17. 3. 1936)
- 2012 Ing. Antonín Rükl (22. 9. 1932 – 11. 6. 2016) [8]
- 2013 RNDr. Marian Karlický, DrSc., (* 20. 10. 1949)[9]
- 2014 prof. RNDr. Petr Heinzel, DrSc., (* 9. 11. 1950)[10]
- 2015 prof. RNDr. Jan Palouš, DrSc., (* 31. 10. 1949)[11]
- 2016 prof. RNDr. Zdeněk Mikulášek, CSc., (* 15. 5. 1947)[12]
- 2017 prof. RNDr. Jiří Bičák, DrSc., dr. h. c., (7. 1. 1942 – 26. 1. 2024)[13]
- 2018 doc. RNDr. Martin Šolc, CSc., (* 26. 3. 1949)[14]
- 2019 prof. RNDr. Zdeněk Stuchlík, CSc., (* 1950)[15]
- 2020 doc. RNDr. Petr Hadrava, DrSc., (* 16. 4. 1951)[16]
- 2021 RNDr. Stanislav Štefl, CSc., in memoriam, (13. 11. 1955 – 11. 6. 2014)[17]
- 2022 prof. RNDr. Jiří Podolský, CSc., DSc., (* 1963)[18]
- 2023 prof. RNDr. Miloslav Druckmüller, CSc. (*1954)[19]
- 2024 doc. RNDr. Elena Dzifčáková, DSc[20]